# El Bravo
El Bravo är en ort i Mexiko.   Den ligger i kommunen Pinos och delstaten Zacatecas, i den centrala delen av landet, 400 km nordväst om huvudstaden Mexico City. El Bravo ligger 2 153 meter över havet och antalet invånare är 280.
Terrängen runt El Bravo är platt åt nordost, men åt sydväst är den kuperad. Runt El Bravo är det ganska glesbefolkat, med 21 invånare per kvadratkilometer. Närmaste större samhälle är Pinos, 18,6 km söder om El Bravo. Omgivningarna runt El Bravo är i huvudsak ett öppet busklandskap.